# 今井神
今井神，日本漫畫家，出道前是同人誌作家。

## 作品
- NEEDLESS：全16冊。
- 白砂村(一迅社；原版全十冊完結，臺灣長鴻出版社代理，但出版可能中斷)
- 小蝸牛的學校怪談(無限期休刊中，臺灣尖端出版社代理)
- 〈Infinite Dendrogram〉-無盡連鎖-漫畫版:連載中。